# Моншод
Моншо́д (фр. Montchaude) — коммуна во Франции, находится в регионе Пуату — Шаранта. Департамент — Шаранта. Входит в состав кантона Барбезьё-Сент-Илер. Округ коммуны — Коньяк.
Код INSEE коммуны — 16224.
Коммуна расположена приблизительно в 430 км к юго-западу от Парижа, в 135 км южнее Пуатье, в 36 км к юго-западу от Ангулема.

## Население
Население коммуны на 2008 год составляло 518 человек.
| 1962 | 1968 | 1975 | 1982 | 1990 | 1999 | 2008 |
| ---- | ---- | ---- | ---- | ---- | ---- | ---- |
| 420  | 395  | 441  | 454  | 463  | 515  | 518  |

## Экономика
В 2007 году среди 351 человека в трудоспособном возрасте (15—64 лет) 261 были экономически активными, 90 — неактивными (показатель активности — 74,4 %, в 1999 году было 71,2 %). Из 261 активных работали 239 человек (128 мужчин и 111 женщин), безработных было 22 (9 мужчин и 13 женщин). Среди 90 неактивных 25 человек были учениками или студентами, 41 — пенсионерами, 24 были неактивными по другим причинам.

## Фотогалерея
- Моншод
- Церковь
- Бывшая мэрия
- Замок Моншод[фр.]